# Fuxin (ort i Kina, Liaoning, lat 42,06, long 121,75)
Fuxin är en ort i Kina. Den ligger i provinsen Liaoning, i den nordöstra delen av landet, omkring 140 kilometer väster om provinshuvudstaden Shenyang.
Runt Fuxin är det tätbefolkat, med 709 invånare per kvadratkilometer. Närmaste större samhälle är Fuxin, 8,6 km sydväst om Fuxin. Trakten runt Fuxin består till största delen av jordbruksmark.
Genomsnittlig årsnederbörd är 761 millimeter. Den regnigaste månaden är juli, med i genomsnitt 163 mm nederbörd, och den torraste är januari, med 5 mm nederbörd.